# LZ4 (algoritmo de compressão)
LZ4 é um algoritmo de compressão sem perda de dados que é focado na velocidade de compressão e descompressão. Ele pertence à família de esquemas de compressão orientada a byte LZ77.

## Recursos
O algoritmo fornece uma taxa de compressão pouco pior do que o do algoritmo LZO – que por sua vez é pior do que algoritmos como o gzip. No entanto, as velocidades de compressão são semelhantes a do LZO e várias vezes mais rápido do que o gzip, enquanto a velocidade de descompressão pode ser significativamente maior que a do LZO.

## Implementação
A implementação de referência em C por Yann Collet está licenciada sob uma licença BSD. Há portes e ligações em várias linguagens, como Java, C#, Python, etc. Bancos de dados, como o Hadoop usa este algoritmo para compressão rápida. LZ4 também foi implementado nativamente no kernel Linux 3.11. As implementações do FreeBSD, Illumos, o ZFS on Linux, e ZFS-OSX do sistema de arquivos ZFS suportam o LZ4 para compressão on-the-fly. O Linux suporta LZ4 no SquashFS desde a versão 3.19-rc1.